# Saison 2018 de l'équipe cycliste Vorarlberg-Santic
La saison 2018 de l'équipe cycliste Vorarlberg-Santic est la dixième de cette équipe.

## Préparation de la saison 2018

### Arrivées et départs
| Arrivées               | Équipe 2017             |
| ---------------------- | ----------------------- |
| Dominik Amann          |                         |
| Matteo Badilatti       |                         |
| Johannes Hirschbichler |                         |
| Davide Orrico          | Sangemini-MG.Kvis-Vega  |
| Lukas Ruegg            |                         |
| Joeri Stallaert        | Cibel-Cebon             |
| Jannik Steimle         | Felbermayr Simplon Wels |
| Roland Thalmann        | Roth-Akros              |

| Départs           | Équipe 2018        |
| ----------------- | ------------------ |
| Sebastian Baldauf | WSA Pushbikers     |
| Žolt Der          | Beijing XDS-Innova |
| Reinier Honig     |                    |
| Michael Kucher    |                    |
| Fabian Lienhard   | Holowesko-Citadel  |
| Théry Schir       |                    |
| Francesc Zurita   |                    |

## Coureurs et encadrement technique

### Effectif
| Cycliste               | Date de naissance | Nationalité | Équipe 2017             |  |
| ---------------------- | ----------------- | ----------- | ----------------------- |  |
| Dominik Amann          | 12 février 1999   | Autriche    |                         |  |
| Matteo Badilatti       | 30 juillet 1992   | Suisse      |                         |  |
| Manuel Bosch           | 28 avril 1989     | Autriche    | Vorarlberg              |  |
| Gian Friesecke         | 26 novembre 1994  | Suisse      | Vorarlberg              |  |
| Daniel Geismayr        | 28 août 1989      | Autriche    | Vorarlberg              |  |
| Maximilian Hämmerle    | 25 juin 1993      | Autriche    | Vorarlberg              |  |
| Johannes Hirschbichler | 27 février 1993   | Autriche    |                         |  |
| Patrick Jäger          | 3 février 1994    | Autriche    | Vorarlberg              |  |
| Lukas Meiler           | 14 février 1995   | Allemagne   | Vorarlberg              |  |
| Martin Meiler          | 19 mars 1998      | Allemagne   | Vorarlberg              |  |
| Davide Orrico          | 17 février 1990   | Italie      | Sangemini-MG.Kvis-Vega  |  |
| Lukas Ruegg            | 9 septembre 1996  | Suisse      |                         |  |
| Patrick Schelling      | 1er mai 1990      | Suisse      | Vorarlberg              |  |
| Joeri Stallaert        | 25 janvier 1991   | Belgique    | Cibel-Cebon             |  |
| Jannik Steimle         | 4 avril 1996      | Allemagne   | Felbermayr Simplon Wels |  |
| Roland Thalmann        | 5 août 1993       | Suisse      | Roth-Akros              |  |

## Bilan de la saison

### Victoires
| Victoires | Victoires | Victoires | Victoires | Victoires | Victoires |
| Date      | Course    | Pays      | Classe    | Vainqueur |           |
| --------- | --------- | --------- | --------- | --------- | --------- |